# Виставка рухомого складу історичних локомотивів та вагонів (Київ)
Виставка рухомого складу історичних локомотивів та вагонів — музей залізничної техніки просто неба на станції Київ-Пасажирський Південно-Західної залізниці. Відкритий в 2011 році. В експозиції музею паровози, тепловози, електровози, залізничні вагони, інші види рухомого складу і колійного обладнання.

## Експозиція
Основу експозиції склав «ретропоїзд» сформований до 140-річчя Південно-Західної залізниці. Спочатку експозиція складала лише три експонати, але музей постійно поповнюється. На кінець 2014 року було представлено 17 одиниць рухомого складу і значна кількість колійного обладнання.

### Локомотиви
- Паровоз вантажний серії СО17 № 4371, побудований у 1949 році на Ворошиловградському паровозобудівному заводі;
- Паровоз вантажний серії Л № 3191, побудований у 1953 році на Ворошиловградському паровозобудівному заводі;

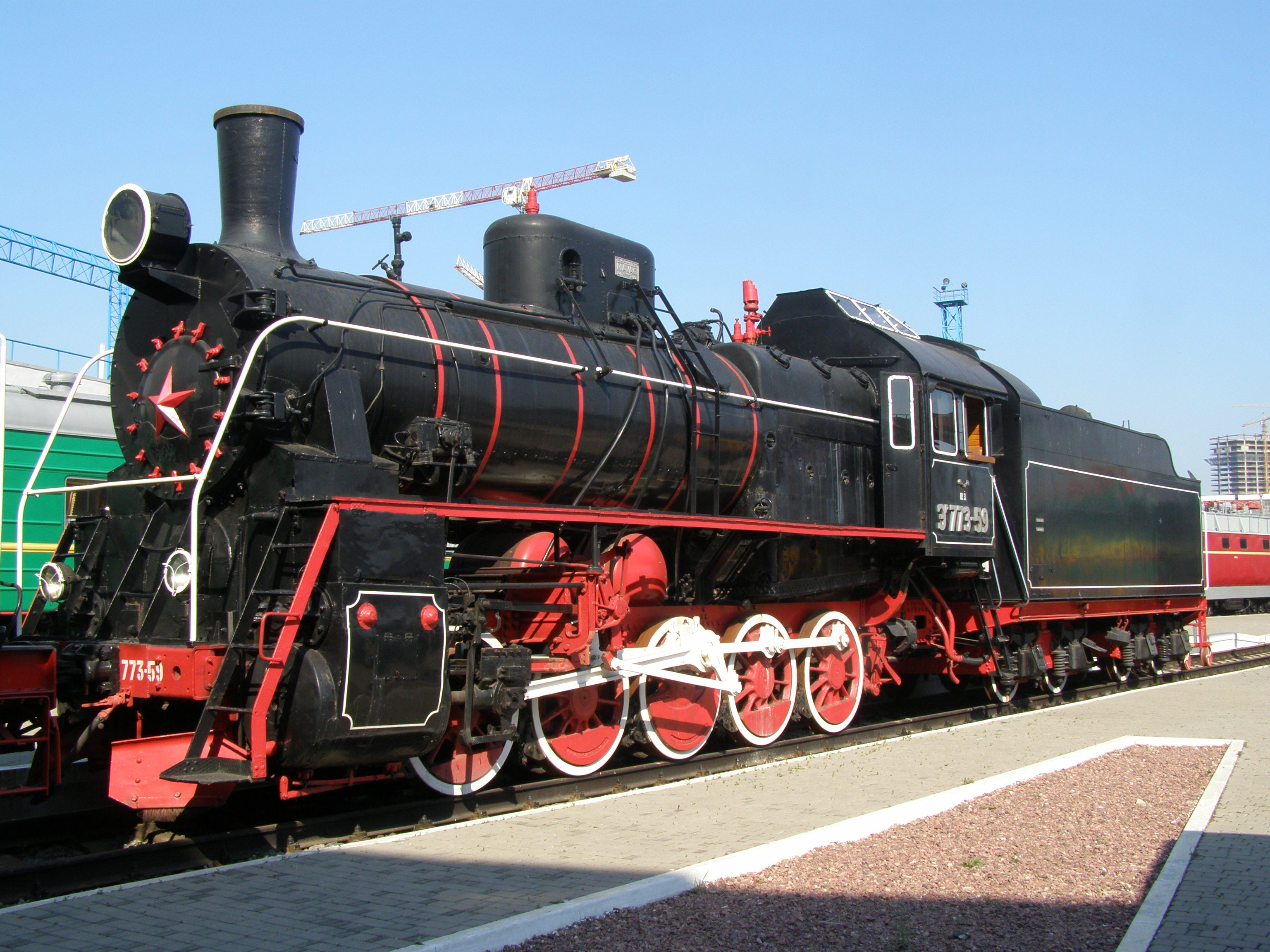
Паровоз Ер-773-59

- Паровоз вантажний серії Ер № 773, побудований у 1952 році на Угорському державному паровозобудівному заводі[hu] в Будапешті;
- Тепловоз вантажний серії ТЕ3 № 2068, побудований на Ворошиловградському тепловозобудівному заводі;
- Маневровий локомотив серії ЧМЕ2 № 333, побудований в Чехословаччині на заводі ČKD;
- Електровоз пасажирський серії ЧС4 № 072, побудований в Чехословаччині на заводі Škoda.

### Історичні вагони-салони

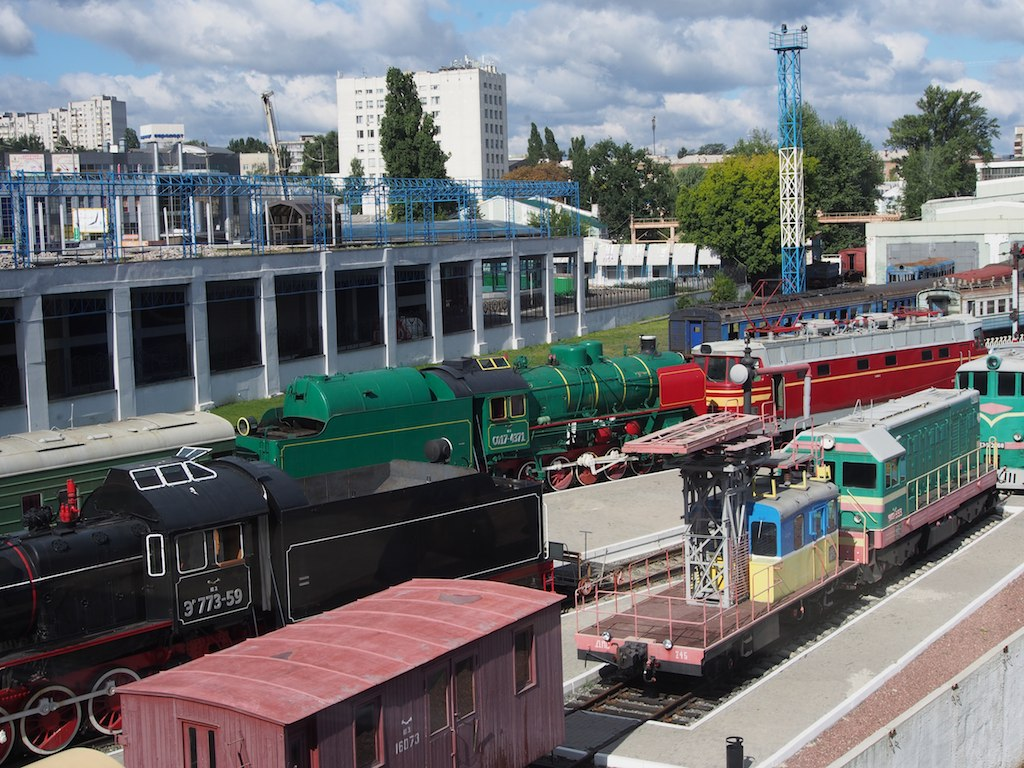
Вид на експозицію з переходу вокзалу

- Вагон-салон № 70139. 6-місний вагон-салон, побудований у 1910 році на Magyar Vagones Gepgyar «Raba» в Угорщині. Вагон будувався за спеціальним замовленням для російського прем'єр-міністра Петра Столипіна. В цьому вагоні він в останнє приїхав до Києва у 1911 році, де був убитий есером Д. Богровим. В Першу світову війну використовувався як штабний вагон в складі поїзда головнокомандувача Південно-Західним фронтом генерала Брусилова. Був задіяний під час боїв в Галичині та Буковині, Брусиловському прориві. Пізніше вагоном користувалися міністри Тимчасового уряду Росії, більшовицькі лідери — Лев Троцький, Михайло Калінін, Йосип Сталін. У 1920-х роках капітально відремонтований зі встановленням бронепоясу. У 1930-1940-х роках включався до літерних поїздів радянського уряду. Після Другої світової війни, на прохання начальника ПЗЖД П. Ф. Кривоноса, переданий Південно-Західній залізниці.
- Вагон-салон № 70303. 6-місний вагон-салон 1-ї категорії побудований у Твері в 1912 році для забезпечення перевезень керівництва вищої ланки залізниці. В цьому вагоні у грудні 1918 року на станції Фастів був підписаний попередній текст універсалу про об'єднання УНР і ЗУНР у соборну Україну.
- Вагон-салон № 75112. 8-місний вагон-салон побудований у Ленінграді в 1939 році. Призначений для перевезення державних і партійних діячів СРСР. Вважався вагоном Клемента Ворошилова. В перші дні німецько-радянської війни, під час оборони Дніпровського рубежу під Могильовом — штабний вагон маршала Ворошилова. Після війни використовувався Ворошиловим для службових поїздок і поїздок з сім'єю в Крим на відпочинок.
- Вагон-салон № 70006. 2-місний вагон-салон побудований у Ленінграді в 1957 році. Призначався для перевезення перших осіб ЦК КПУ. Використовувався для виїзних нарад і робочих поїздок Першим Секретарем ЦК КПУ В. В. Щербицьким та іншими партійними функціонерами вищої ланки.

### Інший рухомий склад
- Автодрезина монтажна ДМС № 245;
- Ручна дрезина РД (відтворена у 2012 році в депо Сновськ) ;
- 2-х вісна залізнична платформа бортова вантажопідйомністю 32 тони (1930 р, 30-й вагонобудівний завод «Правда», Жданов);
- 2-х вісний вагон-цистерна для перевезення нафтопродуктів вантажопідйомністю 16,5 тон;
- 2-х вісний хопер (цементовоз) вантажопідйомністю 37 тон (1939 р, 30-й вагонобудівний завод «Правда», Жданов);
- 2-х вісний критий вагон для перевезення продовольчих товарів вантажопідйомністю 25 тон (1932 р);
- Колійна прибиральна машина системи Балашенко (1963 р).

## Режим роботи
Потрапити на Київську виставку рухомого складу історичних локомотивів і вагонів можна з конкорсу (пішохідної галереї) — переходу між Центральним і Південним вокзалами станції Київ-Пасажирський. Спуск до виставки — на 14 колії. Час роботи з 8 до 20 години. Обідня перерва з 12 до 13. Вхід платний: для дорослої людини коштує 25 грн., дитини старше шести років 15 грн., фотозйомка 10 грн. Послуги екскурсовода — 100 грн./год. Доступ відкритий у пасажирські вагони.